# اندری گیداش
اندری گیداش (روسی: Андрей Александрович Гайдаш؛ زادهٔ ۱۶ ژانویهٔ ۱۹۸۹) بازیکن فوتبال اهل اوکراین است.
از باشگاه‌هایی که در آن بازی کرده‌است می‌توان به باشگاه فوتبال زسکا خاباروفسک و باشگاه فوتبال متالورگ زاپروژیا اشاره کرد.